# Boeing XP-7
Le Boeing XP-7 est un prototype, biplan, chasseur des États-Unis des années 1920.

## Développement
Le XP-7 commence sa vie comme le dernier modèle de Boeing Model 15 (PW-9D), série 28-41. Il est ensuite adapté pour monter le moteur de 600 ch Curtiss V-1570 Conqueror. Nommé modèle 93 par Boeing, le XP-7 possède un nez plus court et plus profond que celui des PW-9, et l'avion est plus léger de 34 kg. Il effectue son premier vol en septembre 1928. Sa vitesse maximale est supérieure de 27 km/h à celle des PW-9. Toutefois, en dépit d'une proposition de construire quatre autres P-7, la conception avait atteint l'extrême limite de ses capacités et était même dépassée au moment du premier vol. À la fin des essais, le moteur Conqueror fut retiré et l'avion fut reconverti en PW-9D.

## Opérateurs
États-Unis
- United States Army Air Corps